# Parimarjan Negi
Parimarjan Negi (ur. 9 lutego 1993 w Nowym Delhi) – szachista indyjski, arcymistrz od 2006 roku.

## Kariera szachowa
W roku 2006 był najmłodszym arcymistrzem na świecie. Tytuł otrzymał w wieku 13 lat, 4 miesięcy i 22 dni uzyskując normy na turniejach w Hastings (przełom 2005 i 2006 roku), Nowe Delhi (styczeń 2006) i w mieście Satka w obwodzie czelabińskim (czerwiec 2006). Na liście najmłodszych arcymistrzów na świecie, Negi zajmował pod koniec 2006 roku drugą lokatę (jedynie Ukrainiec Siergiej Karjakin zdobył ten tytuł wcześniej).
Parimarjan Negi jest najmłodszym Indusem któremu przyznano ranking międzynarodowy – było to 2061 punktów ELO w 2002 r. W 2004 r. zdobył w Iraklionie brązowy medal na mistrzostwach świata juniorów do lat 12. W 2007 r. podzielił I m. w turnieju młodych gwiazd w Kiriszi, natomiast w 2008 podzielił II m. (za Fabiano Caruaną, wspólnie z Dimitrijem Reindermanem) w turnieju Corus C w Wijk aan Zee oraz I m. w turnieju World Open w Filadelfii (wspólnie z Jewgienijem Najerem, Ľubomírem Ftáčnikiem i Ołeksandrem Moisejenką), zdobył również w Gaziantepie tytuł wicemistrza świata juniorów do 20 lat. W 2009 r. zwyciężył (wspólnie z Borysem Awruchem) w turnieju Politiken Cup w Kopenhadze. W 2012 r. zdobył w Ho Chi Minh tytuł indywidualnego mistrza Azji. W 2012 i 2013 r. dwukrotnie podzielił I m. w otwartym turnieju w Cappelle-la-Grande, w 2013 zwyciężył również w turnieju Politiken Cup w Kopenhadze.
Wielokrotnie reprezentował Indie w turniejach drużynowych, m.in.:
- dwukrotnie na olimpiadach szachowych (w latach 2012, 2014); medalista: wspólnie z drużyną – brązowy (2014)[1],
- na drużynowych mistrzostwach świata (w roku 2011)[2],
- trzykrotnie na drużynowych mistrzostwach Azji (w latach 2009, 2012, 2014); sześciokrotny medalista: wspólnie z drużyną – złoty (2009) i dwukrotnie srebrny (2012, 2014) oraz indywidualnie – dwukrotnie złoty (2009 – na IV szachownicy, 2012 – na III szachownicy) i srebrny (2014 – na IV szachownicy)[3],
- na halowych igrzyskach azjatyckich (w roku 2009); medalista: wspólnie z drużyną – brązowy (2009)[4].
- na olimpiadzie szachowej juniorów do 16 lat (w roku 2004)[5].

Najwyższy ranking w dotychczasowej karierze osiągnął 1 października 2013 r., z wynikiem 2671 punktów zajmował wówczas 76. miejsce na światowej liście FIDE, jednocześnie zajmując 3. miejsce (za Viswanathanem Anandem i Pentalą Harikrishna) wśród indyjskich szachistów.
W roku 2010 został laureatem nagrody Arjuna Award.